# Euglyphida
Die Euglyphida sind ein Taxon einzelliger Eukaryoten, die zu den Cercozoa gestellt werden. Es sind mit Schalen versehene Amöben.

## Merkmale
Die Vertreter ernähren sich heterotroph. Die Zelle befindet sich in einer Schale aus dachziegelartig überlappenden Silikatschuppen. Die Schuppen sind durch einen organischen Zement verbunden.

## Systematik
Die Euglyphida werden zusammen mit den Thaumatomonadida in die Gruppe der Silicofilosea gestellt. Sie werden von Adl et al. nach morphologischen Merkmalen in vier Familien unterteilt:
- Euglyphidae: Die Schuppen sind dünn und rund bis elliptisch.
  - Assulina
  - Euglypha
  - Placosista
  - Pareuglypha
  - Sphenoderia
  - Tracheleuglypha
  - Trachelocroythion
- Trinematidae: Die Schale ist bilateralsymmetrisch. Die Öffnung ist bei einigen Vertretern eingestülpt.
  - Corythion
  - Deharvengia
  - Pileolus
  - Playfairina
  - Trinema
- Cyphoderiidae: Schuppen kreisrund bis oval. Die Schalenöffnung ist winkelig, manchmal mit einem Kragen versehen. 
  - Campascus
  - Corythionella
  - Cyphoderia
  - Messemvriella
  - Pseudocorythion
  - Schaudinnula
- Paulinellidae: Die Schuppen sind langgestreckt, mit der Längsachse rechtwinklig zur Öffnung der Schale. Manche Arten besitzen Chromatophoren (auch Cyanellen genannt).
  - Paulinella
- incertae sedis
  - Ampullataria
  - Euglyphidion
  - Heteroglypha
  - Matsakision

## Belege
- Sina M. Adl et al.: The New Higher Level Classification of Eukaryotes with Emphasis on the Taxonomy of Protists. The Journal of Eukaryotic Microbiology, Band 52, 2005, S. 399–451. doi:10.1111/j.1550-7408.2005.00053.x.
- Thomas Cavalier-Smith, Ema E.-Y. Chao: Phylogeny and Classification of Phylum Cercozoa (Protozoa). Protist, Band 154, 2003, S. 341–358, doi:10.1078/143446103322454112